# Norris Bowden
Robert Norris Bowden (* 13. August 1926 in Toronto; † 9. April 1991 ebenda) war ein kanadischer Eiskunstläufer, der international im Paarlauf startete.
Bowdens Eislaufpartnerin war Frances Dafoe. Das Paar gewann von 1952 bis 1955 vier kanadische Meistertitel. Von 1952 bis 1956 nahmen sie an Weltmeisterschaften teil. 1953 und 1956 wurden sie Vizeweltmeister und 1954 in Oslo und 1955 in Wien Weltmeister. Es waren die ersten Weltmeistertitel für Kanada im Paarlauf. Bei den Olympischen Winterspielen 1956 in Cortina d’Ampezzo errangen Bowden und Dafoe die Silbermedaille. Dabei unterlagen sie knapp und äußerst umstritten den Österreichern Sissy Schwarz und Kurt Oppelt.
Bowden und Dafoe zeigten als erstes Paar Drehhebungen und Wurfsprünge.
Im Herreneinzel wurde Bowden 1947 kanadischer Meister. Auch im Eistanz wurde er mit Frances Dafoe 1952 kanadischer Meister.
Bowden blieb dem Eiskunstlauf als Punktrichter erhalten. Er arbeitete im Lebensversicherungsbereich. Später gründete er ein Zentrum für behinderte Kinder.

## Ergebnisse

### Paarlauf
(mit Frances Dafoe)
| Wettbewerb / Jahr          | 1951 | 1952 | 1953 | 1954 | 1955 | 1956 |
| -------------------------- | ---- | ---- | ---- | ---- | ---- | ---- |
| Olympische Winterspiele    |      | 5.   |      |      |      | 2.   |
| Weltmeisterschaften        |      | 4.   | 2.   | 1.   | 1.   | 2.   |
| Kanadische Meisterschaften | 2.   | 1.   | 1.   | 1.   | 1.   |      |